# Paula Toller
Paula Toller Amora (Rio de Janeiro, 23 de agosto de 1962) é uma cantora e compositora brasileira. Atualmente em carreira solo, também é conhecida por ter sido vocalista da banda Kid Abelha, que teve seu fim anunciado em 2016.

## Biografia

### Infância e juventude
Paula foi criada por seu avô paterno, Paulo Maurício de Andrade Amora, e Renée Cabral de Lacerda (sua segunda esposa): ele, cirurgião aposentado, ex-assessor da presidência da República e do Governo do Estado da Guanabara, historiador e autor de vários livros; ela dona de casa e gerente de uma pensão de senhoras idosas. 
Paula herdou o sobrenome Toller de sua avó paterna, primeira esposa de Paulo Maurício, a saber, Iracema Vaz Toller. O pai de Paula, Luís Paulo Toller Amora (1934-2010) também morava com eles; já sua mãe abandonou-a quando ainda era criança.
Aos dezessete anos entrou para os cursos de Desenho Industrial e Comunicação Visual da Pontifícia Universidade Católica do Rio de Janeiro.
| “              | [...] Eu estava em meu quarto. Na sala de visitas, meu namorado e meus avós assistiam TV. Ouvi um som legal e corri para ver o que era. Era a Gang 90 e as Absurdettes cantando "Perdidos na Selva" num festival da TV Globo. Ninguém percebeu, mas, naquele momento, minha vida mudara completamente e tive certeza de que cantaria aquele tipo de música [...] | ” |
| — Paula Toller | |   |

### Vida pessoal
Desde 1987 é casada com o cineasta Lui Farias, em relacionamento iniciado em 1985. Desta união, o casal teve seu único filho, Gabriel Toller Farias, nascido de parto normal, no Rio de Janeiro, em 11 de dezembro de 1989.
Seu marido dirigiu diversos clipes do Kid Abelha e compôs ainda com George e Paula. Paula dedicou ao seu filho a música "Oito Anos", gravada no disco Paula Toller (e regravado por Adriana Calcanhotto no disco Adriana Partimpim), e a música "Barcelona 16", de SóNós.
Paula Toller teve um relacionamento com o músico Leoni de 1980 a 1982. Ele saiu do Kid Abelha em 1986 (e posteriormente formou a banda Heróis da Resistência). Também já namorou o músico Herbert Vianna, vocalista do grupo Os Paralamas do Sucesso, de 1982 a 1984. Do término, surgiu a canção "Nada por Mim", que Herbert escreveu ao lado da cantora e que se tornou um sucesso na voz de Marina Lima. Os dois só voltaram a compor juntos ao elaborar a canção "A Moto" do álbum Meu Mundo Gira em Torno de Você de 1996.
Em outubro de 2014, aos 52 anos, Paula descobriu ter diabetes tipo 1.

## Carreira
Sua carreira musical começou como vocalista do então chamado Kid Abelha e os Abóboras Selvagens, banda na qual Paula Toller anunciou o encerramento das atividades em 2016, durante uma entrevista à revista Quem. Em 1982 já cantava e compunha no Kid Abelha, abandonando a universidade em 1984, às vésperas de se formar. Nesse mesmo ano, iniciou o aprendizado de técnica vocal com a professora e cantora lírica Vera Maria do Canto e Mello e gostava de cantar Lieder (músicas) em alemão, o que despertou seu interesse pelo idioma, que estuda até hoje.
O primeiro compacto da banda, Pintura íntima, foi lançado em 1983 e vendeu mais de 100 000 cópias. Entre os seus sucessos estão "Fixação", "Como Eu Quero", "Alice Não me Escreva Aquela Carta de Amor", "No Seu Lugar", "Eu Tive um Sonho", "Te Amo pra Sempre", "Eu Só Penso em Você", '"Eu Contra Noite", "Lágrimas e Chuva", "Nada Sei", "No Meio da Rua", "Amanhã É 23" e "Grand' Hotel".
De saia bem acima do joelho, em frente a um avião, Paula Toller é o primeiro CD solo da cantora, lançado em 1998. Com seis grandes músicas da MPB, duas em inglês e duas inéditas, duas que se tornaram temas de novela e uma que se tornou tema de um comercial da Garoto. Paula não fez turnê do disco, divulgando apenas em alguns programas de TV, como Domingão do Faustão e Romance MTV. Podemos destacar "Derretendo Satélites", "Oito Anos" (regravada por Adriana Calcanhoto), "E o mundo não se acabou" (de Assis Valente, "Patience" (cover do Guns N' Roses), "Cantar" e "1800 Colinas".
Em 2007, Paula Toller lança seu segundo CD solo, SóNós. O trabalho tem catorze canções inéditas, compostas por Caio Márcio e Coringa, Dado Villa-Lobos, Donavon Frankenreiter, Jesse Harris (autor de "Don't Know Why", de Norah Jones), Nenung (do grupo gaúcho Os The Darma Lóvers), Kevin Johansen, Paul Ralphes e Paula Toller. "All over" e "À noite sonhei contigo" seriam de uma vez as canções de divulgação do disco, mas por problemas com selos internacionais o primeiro single foi "Meu amor se mudou pra lua", lançado dia 22 de maio".
No final de 2008, Paula Toller lança em CD e DVD o trabalho Nosso, gravado ao vivo na turnê SóNós. O disco faz uma mistura entre os dois trabalhos anteriores, trazendo também dois hits do Kid Abelha ("Grand' Hotel" e "Nada por mim"), as regravações de "Saúde / Só love" (Rita Lee / Claudinho e Buchecha) e "Mamãe coragem" (Caetano Veloso) e a versão original em espanhol de "À noite sonhei contigo", titulada "Anoche soñé contigo".
Em 7 de setembro de 2015 lançou, na Bienal do Livro do Rio de Janeiro, o livro infantil "Oito anos", publicado pela Editora Salamandra. A obra reproduz a letra da música que Paula compôs em homenagem ao seu filho, e que virou hit na voz de Adriana Calcanhotto.
Em fevereiro de 2016, foi anunciado que a cantora, juntamente ao cantor Nando Reis, à também cantora Pitty e à banda Os Paralamas do Sucesso, participaram de uma turnê promovida pelo projeto Nivea Viva Rock Brasil, que ocorre anualmente desde 2012 e leva artistas para turnês pelo Brasil. A série de sete shows homenageou o rock brasileiro.
Paula percorreu o Brasil com a turnê "Como eu quero!" entre 2017 e 2019.
Entre 2023 e 2024, realizou a turnê "Amorosa", sob direção musical de Liminha. Em 26 de janeiro de 2024, fez o registro audiovisual deste show no Vivo Rio, no Rio de Janeiro, com participação de Fernanda Abreu.

## Discografia
| - 1984: Seu Espião - 1985: Educação Sentimental - 1987: Tomate - 1989: Kid - 1991: Tudo é Permitido - 1993: Iê Iê Iê - 1996: Meu Mundo Gira em Torno de Você - 1997: Espanhol - 1997: Remix - 1998: Autolove - 2000: Coleção - 2001: Surf - 2005: Pega Vida | - 1986: Kid Abelha - Ao Vivo - 1995: Meio Desligado - 2002: Acústico MTV - Kid Abelha - 2012: Multishow Ao Vivo: Kid Abelha 30 anos - 1998: Paula Toller - 2007: SóNós - 2008: Nosso - 2014: Transbordada |

### Singles
| Ano  | Título                      | Álbum                     |
| ---- | --------------------------- | ------------------------- |
| 1998 | "Derretendo Satélites"      | Paula Toller              |
| 1998 | "Fly Me to the Moon"        | Paula Toller              |
| 1999 | "1800 Colinas"              | Paula Toller              |
| 2000 | "Quem Tome Conta de Mim"    | lançado apenas nas rádios |
| 2007 | "Barcelona 16"              | SóNós                     |
| 2007 | "? (O Que É Que Eu Sou)"    | SóNós                     |
| 2008 | "Eu Quero ir Pra Rua"       | SóNós                     |
| 2008 | "Meu Amor se Mudou pra Lua" | Nosso                     |
| 2009 | "Nada Por Mim"              | Nosso                     |
| 2009 | "Saúde/Só Love"             | Nosso                     |
| 2014 | "Calmaí"                    | Transbordada              |